# Тайфун

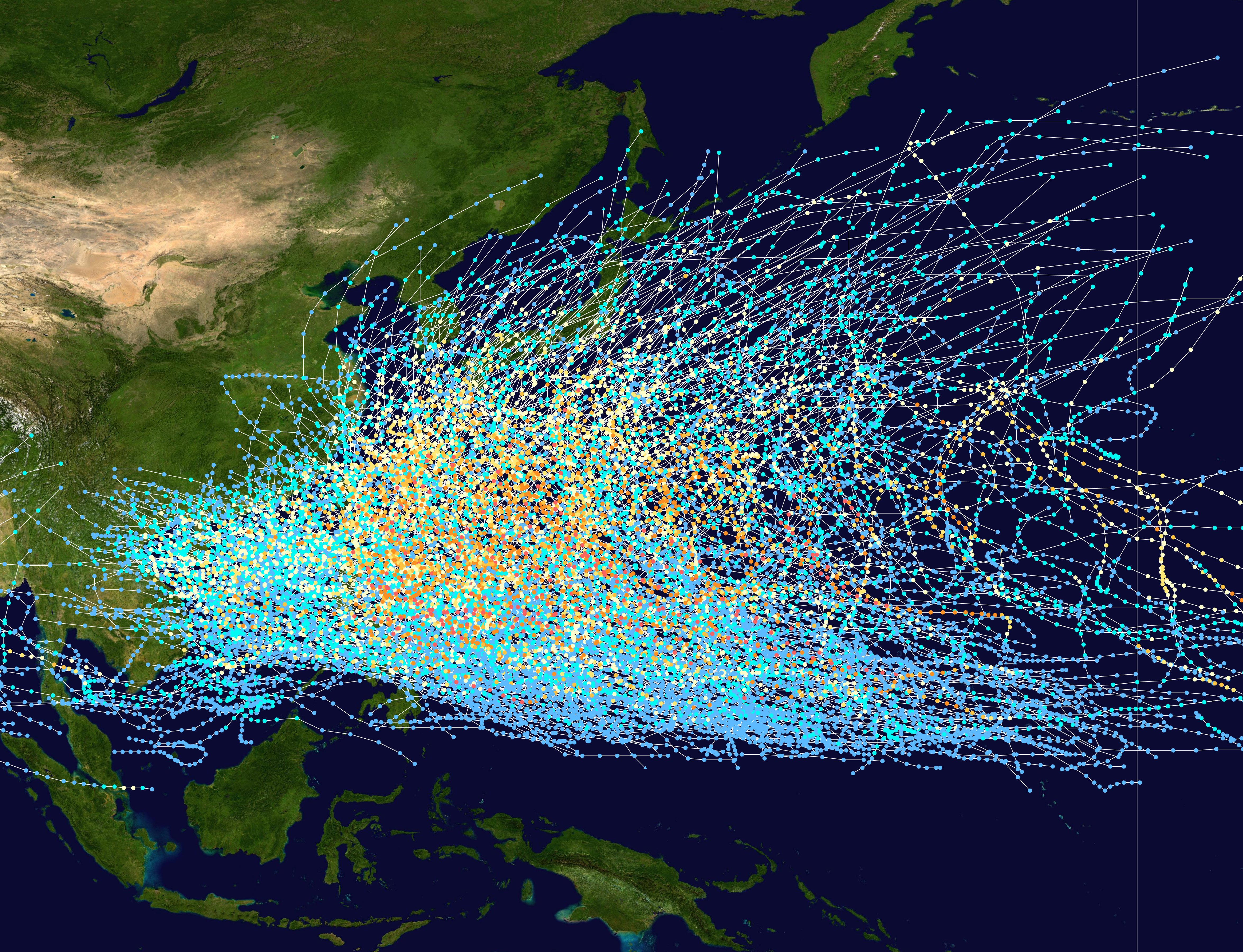
Зведена схема маршрутів тихоокеанських тайфунів в 1980—2005 рр.

Тайфу́н (англ. typhoon, від кит.: 颱風 тай фенг — «великий вітер») — місцева назва тропічних циклонів у північно-західній частині Тихого океану, біля Філіппінських островів та в районі Південнокитайського моря, які супроводжуються зливами та стійкими вітрами з максимальною постійною швидкістю вітру, що перевищує 119 км/год у районі їх епіцентрів.

## Назва
Термін тайфун традиційно вживається щодо тропічних циклонів північно-західної частини Тихого океану (у північній частині, як і в північній Атлантиці, прийнятий термін ураган). Слово запозичене з англійської мови, де щодо його походження існують кілька версій:
- від кит.: 颱風, тай фен — «великий вітер»[1]; припускається вплив араб. طوفان, ṭufān[2][4];
- від грец. τυφῶν («вихор, ураган»), Τυφῶν («Тифон»)[4];
- від араб. طوفان, ṭufān, утвореного від дієслова طوفا («крутитися навколо»)[4][5], або від перс. توفان/طوفان, на яке могло вплинути грец. τυφῶν[6].

## Виникнення
Тайфуни виникають через порушення стійкості пасатів. Вони рухаються по периферії тихоокеанського субтропічного антициклону спочатку на захід і південний захід. На широті близько 20—30° змінюють свій напрям на північний схід і досягають берегів Японії, Китаю, Кореї. Інколи, трансформуючись у позатропічні циклони, досягають Камчатки. Спостерігаються також аномальні траєкторії проходження тайфунів, які круто піднімаються на північ. У середньому на рік буває 20—25 тайфунів, найчастіше у серпні—вересні. Для тайфунів характерні сильні вітри та катастрофічні зливи, що спричинюють значні руйнування на суходолі й хвилювання на морі.